# Akkās Bāshi
Mirza Ebrahim Akkās Bāshi est un photographe et un des pionniers du cinéma iranien. Il est né à Rajab en 1874 et est mort dans le Gilan en 1915.

## Biographie
Son père était photographe en chef de Nasseredin Shah. À l'âge de 14 ans, Mirza Ebrahim l'accompagne lors d'un des voyages de la cour Qajare en Europe et en profite pour étudier la photographie et la gravure, comme l'avait fait son père avant lui. À son retour d'Iran, il est affecté à la cour de Mozaffaredin Shah à Tabriz, qui lui donnera ensuite (en décembre 1897) le titre de « photographe en chef » (akkās bāshi) lors de son accession au trône.
Lors de la première visite du shah en Europe, en 1900, il l'accompagne en tant que photographe. Le 8 juillet de cette même année, le shah découvre le cinéma à Contrexéville lors de son séjour et ordonne à Akkas Bashi d'acheter une caméra Gaumont et de s'en servir. D'après des lettres du Shah, on sait qu'Akkas Bāshi a filmé le festival des fleurs à Ostende, les lions du zoo de Farahabad ainsi que les processions de mouharram à Téhéran. Ces premiers films iraniens sont perdus aujourd'hui.
Akkās Bāshi n'est apparemment pas seulement le premier caméraman mais aussi le premier à projeter des films, à la fois à la cour royale et dans des maisons privées. Il accompagne de nouveau le shah en Europe en 1902 et réalise toutes les photos des deux carnets de voyage du shah. Il revient de ce voyage avec du matériel d'imprimerie grâce auquel il fonde les presses Khorshid à Téhéran, qui existent toujours aujourd'hui. Il écrit, traduit et imprime des livres sur des sujets divers : éthique, sport…
Après la mort de Mozaffaredin Shah, il quitte la cour et se retire près de Karaj puis à Gilan où il se consacre à l'agriculture tout en continuant à projeter des films à ses amis avant de mourir en 1915.
Mohsen Makhmalbaf se sert d'un personnage nommé Akkās Bāshi dans son film Nassereddin Shah, aktor-e sinema.